# Джийн Литъл
Джийн Литъл (на английски: Jean Little) е канадска писателка на детска литература.

## Биография
Джийн Литъл е родена на 2 януари 1932 година, в семейството на лекари-мисионери, живеещи по онова време в Тайван. Тя е сляпа по рождение, но впоследствие нейното зрение е възстановено частично.
Джийн Литъл е обучавана само година в специализиран клас, останалото си образование получама като интегрирана ученичка. Продължава образованието си като студентка по английски език и литература и успешно се дипломира.
Джийн Литъл отначало работи като учител на деца с увреждания. Освен автор на детска литература, Джийн Литъл е и университетски преподавател. Преподавала е английски език и литература в Канада, а така също и 3 години в Япония.

## Творчество
Според нейното чистосърдечно признание Литъл не владее добре брайловото писмо. Отначало, при съставянето на поетичните си творби, пише собственоръчно на нормален плоскопечатен шрифт, влачейки нос по хартията, както сама споделя. По-късно започва да работи с нормална пишеща машина, която си закупува с наградата, получена за първия ѝ роман, а след време пишещата машина е заменена с диктофон. През последните години тя вече използва говорещ компютър при съчиняването и редактирането на своите творби.
Невиждащата писателка Джийн Литъл е автор на 44 книги, много от тях отличавани с награди. Книгите ѝ са с щастлив край. Преведени са на 10 чужди езика, включително и на японски.
Книгата „Мило дневниче“ на Литъл е обявена през 2001 г. за „Книга на годината“ от Асоциацията на канадските библиотеки, удостоена е и с още 4 награди. На български език, в превод от Правда Митева, е издадена от издателство „Арка“, предлагащо литература за тийнейджъри, през 2005 г. През март 2006 г. Съюзът на слепите в България я здава в говореща версия. Литъл е на посещение в България за промоцията на книгата (заедно с любимото си куче водач Хани и със сестра си Пат) от 30 октомври до 5 ноември 2006 г. Книгата е промотирана в София и Пловдив.

## Произведения

### Самостоятелни романи
- Home from Far (1965)
- One to Grow On (1965)
- Take Wing (1968)
- Look Through My Window (1970)
- Kate (1971)
- Stand in the Wind (1975)
- Mama's Going to Buy You a Mockingbird (1985)
- Lost and Found (1986)
- Different Dragons (1987)
- His Banner Over Me (1995)
- The Belonging Place (1997)
- What Will the Robin Do Then? (1998)
- Willow and Twig (1999)
- Birdie for Now (2002)
- Rescue Pup (2005)
- Forward, Shakespeare! (2005)
- Somebody Else's Summer (2007)
- Dancing Through the Snow (2007)
- Hand in Hand (2016)

### Серии с други писатели

#### Серия „Скъпа Канада“ (Dear Canada)
- Orphan At My Door (2001)
Мило дневниче, изд.: ИК „Арка“, София (2005), прев. Правда Митева
- Brothers Far from Home (2003)

### Документалистика
- Little By Little (1987)
- Stars Come Out Within (1990)
- A Season for Miracles (2006) – с Джилиън Чан, Сара Елис, Джули Лоусън, Карлийн Брадфорд, Джанет Лун, Карол Матас, Кит Пиърсън и Максин Тротие
- A Christmas to Remember (2009) – със Сара Елис, Джули Лоусън, Карлийн Брадфорд, Карол Матас, Пери Ноделман, Марша Скрипуч и Максин Тротие
- A Desperate Road to Freedom (2009)